# Junqueira (Vale de Cambra)
Junqueira is een plaats (freguesia) in de Portugese gemeente Vale de Cambra en telt 1295 inwoners (2001).